# Baltischer Lloyd
Der Baltische Lloyd (englisch: Baltic Lloyd), die Stettin-Amerikanische Dampfschiffahrts-Actien-Gesellschaft, war eine deutsche Reederei für die kombinierte Passagier- und Frachtschifffahrt. Die Gesellschaft wurde 1870 von Stettiner Kaufleuten gegründet und sollte sich am Wettbewerb beim Auswanderer-Transport auf der Nordatlantik-Route beteiligen. Sie verfügte zeitweise über fünf Dampfschiffe, musste jedoch aus wirtschaftlichen Gründen den Liniendienst bereits im August 1874 wieder einstellen. Nach der Veräußerung ihrer Schiffe ging sie am 25. April 1876 in Liquidation.

## Geschichte des Unternehmens
Mit einem Kapital von 650.000 Thalern wurde die Gesellschaft 1870 in Stettin gegründet. Mitgründer und Aufsichtsräte waren u. a. der Unternehmer und Zoologe Heinrich Dohrn, der Kommerzien-Rath Johannes Quistorp, der Kaufmann Alexander Weylandt (Schwiegervater des Hygienikers Karl Kißkalt) und der Reeder Carl A. Domcke, der später auch Aufsichtsrat beim Germanischen Lloyd war. Dem Aufsichtsrat gehörte auch T.R. Oswald an, dessen Werft die Schiffe des Lloyds im englischen Sunderland baute.
Bereits Ende 1871 beschloss die Generalversammlung eine Kapitalerhöhung auf 2 Mio. Thaler, um die Anzahl der Schiffe von zwei auf fünf erhöhen zu können und so für einen 14-täglichen Fahrtrhythmus gerüstet zu sein. In diesem Zusammenhang warben die Ostsee-Zeitung und Börsen-Nachrichten der Ostsee in Stettin und andere Blätter für den Baltischen Lloyd, indem sie ihn "als ein im großen Aufschwunge begriffenes und sehr zukunftsreiches (Unternehmen)" empfahlen.
1872 gehörte die Aktienmehrheit an der Reederei bereits der Berliner Unternehmensgruppe Heinrich Quistorps, dem Bruder von Johannes Quistorp. Nachdem das Unternehmen 1871 noch 10 % Dividende gezahlt hatte, erlitt sie jedoch 1872 und im Folgejahr Verluste, die seinen wirtschaftlichen Niedergang einleiteten. Nach einem erneuten großen Verlust im ersten Halbjahr 1874 nahm die Direktion des Lloyds die Schiffe aus der Fahrt und stellte sie ab August 1874 zum Verkauf; der Überseeverkehr von Stettin nach York mit Dampfschiffen war damit zunächst wieder beendet. Nach Abschluss des Schiffsverkaufs Anfang 1876 beschloss die Generalversammlung schließlich am 25. April 1876 die Liquidation, wobei die Gesellschaft davon ausging, noch eine Kapitalrückzahlung an die Gesellschafter von ca. 45–50 % leisten zu können.
Die Reederei war bereits nach wenigen Jahren gescheitert, weil trotz zufriedenstellender Fahrgastzahlen die kalkulierten Frachtraten nicht realisiert werden konnten. Die in Stettin hauptsächlich umgeschlagenen Agrarprodukte fanden in den Vereinigten Staaten keine größere Nachfrage und das als Importprodukt in Betracht kommende Petroleum wurde aus Sicherheitsgründen damals üblicherweise von Segelschiffen transportiert.

## Routen und Ladung

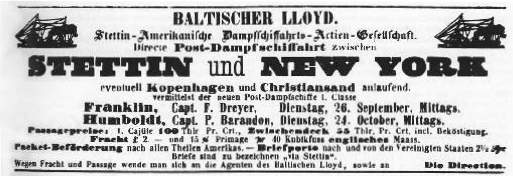
Inserat des Baltischen Lloyds in der Hamburgische[n] Börsenhalle vom 7. September 1871

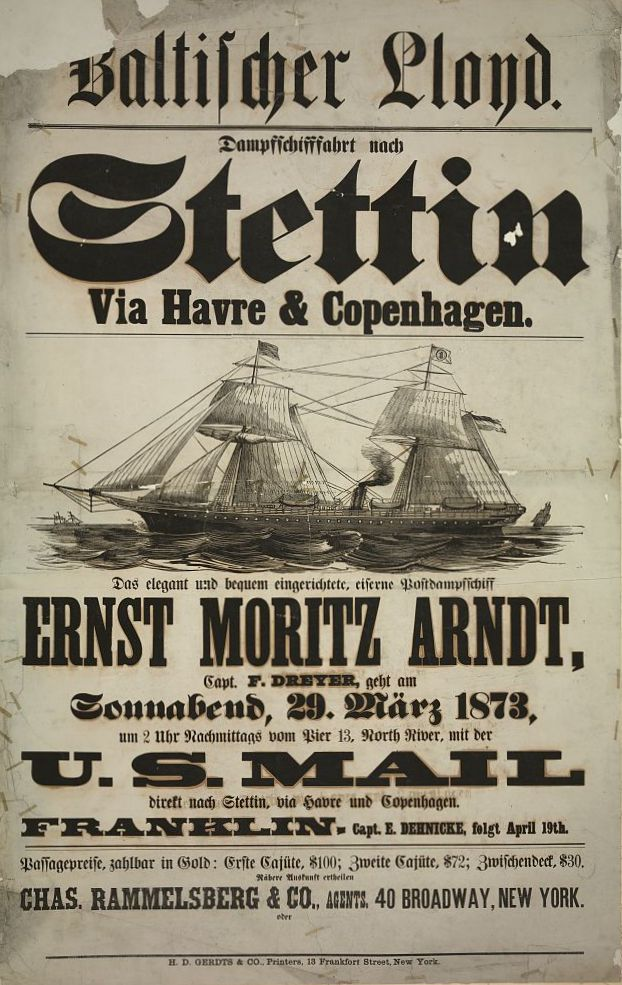
Plakat für die New York City-Stettin-Passagen der Ernst Moritz Arndt vom 29. März 1873 und der Franklin am 19. April 1873

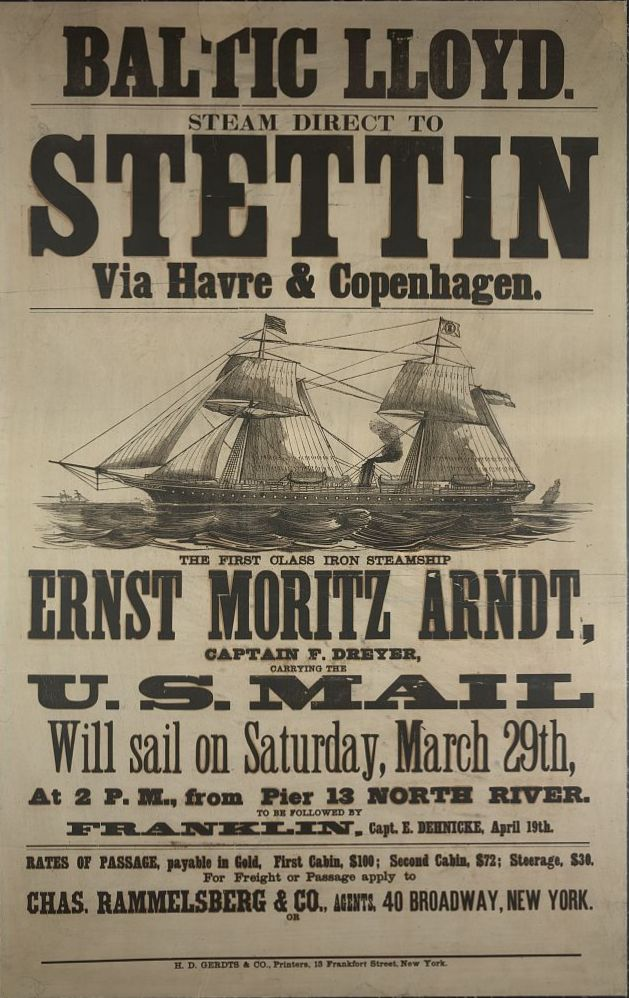
Plakat für die New York City-Stettin-Passagen der Ernst Moritz Arndt vom 29. März 1873 und der Franklin am 19. April 1873

Die Reederei bediente von Stettin aus den Nordamerika-Verkehr mit Fracht und Passagieren, vor allem Auswanderern, und lief New York über Kopenhagen und Christianssand oder über Le Havre an. Im Herbst 1873 wurde mit der belgischen White Cross-Linie ein Gemeinschaftsdienst von Antwerpen nach York vereinbart, um einen kürzeren Anfahrtsweg zu haben. Bis dahin war auch Le Havre der Abgangshafen für die vom Lloyd beförderten deutschen Auswanderer. Er wurde damit gestrichen.
Nach New York gingen als Ladung vor allem Blei, Zement und Eisenbahnschienen. In Gegenrichtung wurden Mais, Harz, Schmalz, Speck und Talg verfrachtet. Die im Hafen von Stettin ankommende Ladung aus York belief sich aber auf fast auf das Doppelte der dorthin abgehenden. Es wurde auch Paketbeförderung und Frachtübernahme angeboten. Briefe nach New York „Via Stadt Stettin“ kosteten 2½ Silbergroschen.
Die ersten beiden Schwesterschiffe, Franklin und Humboldt, boten Platz für einige Kajütpassagiere und etwa 600 Passagiere des Zwischendecks. Ausweislich einer Anzeige der Reederei in der hamburgischen Börsenhalle vom 7. September 1871 kostete die Passage mit der Franklin, die am 26. September 1871, mittags unter Kapitän F. Dreyer bzw. am 24. Oktober, mittags mit der Humboldt unter Kapitän P. Barandon abging, eine Kajüte 100 Taler preußisch courant, im Zwischendeck 55 Taler mit Beköstigung. Wie sich aus den amerikanischen Werbeplakaten der Reederei weiter ergibt, wurden für die Überfahrt zurück nach Stettin neben englisch- auch deutschsprachige Passagiere angesprochen. In Betracht kommen ehemalige Auswanderer, die ihre Heimat besuchen wollten, oder auch zurückkehrende gescheiterte Auswanderer. Die Passagepreise nach Europa lagen dann 1873 auf der Ernst Moritz Arndt für eine Kajüte der 1. Klasse bei 100 $, was etwa 4000 € entspricht, der 2. Klasse bei 72 und für das Zwischendeck immerhin noch bei 30 $. Allerdings wurde die Reederei 1871 von der New Yorker Handelszeitung für ihre vergleichsweise komfortablen Zwischendecks gelobt, die mit ihren Kammern für 8 bis 16 Personen eine getrennte Unterbringung von Männern und Frauen bzw. auch ganzen Auswandererfamilien gestatteten.

## Flotte
Die Schiffe der Gesellschaft liefen bei der nordostenglischen Werft T. R. Oswald & Co. in Sunderland vom Stapel. Sie waren sämtlich als zweimastige Dampfschiffe mit zusätzlicher Besegelung in Eisenkonstruktion ausgeführt. Sie wurden jeweils von einer Schiffsschraube angetrieben und hatten als Reedereikennzeichen weiße Schornsteine mit einer schwarzen Spitze. Sämtliche Jungfernfahrten führten von Stettin nach New York.
Zu den Kapitänen der Schiffe sind nur bruchstückhaft Informationen verfügbar. Aus den abgebildeten Werbeplakaten für eine Schiffspassage gehen als Kapitäne F. Dreyer (Ernst Moritz Arndt, 1873), der 1868 und 1869 im Dienst des Norddeutschen Lloyds Auswandererschiffe gesteuert hatte und dort nach einem Schiffsunglück mit der Union entlassen worden war, und E. Dehnicke (Franklin, 1873) hervor. Die Humboldt wurde 1871 von Kapitän P. Barandon und die Ernst Moritz Arndt am 3. Juli 1873 ab Stettin von Kapitän Felberg gesteuert. Auch der Pionier der deutschen Nordland- und Polartouristik, Wilhelm Bade, war als Schiffsführer für den Lloyd tätig, aber wohl nur im Zubringerverkehr mit dem Dampfschiff Der Kaiser zwischen Stettin und Swinemünde.
- Die Humboldt

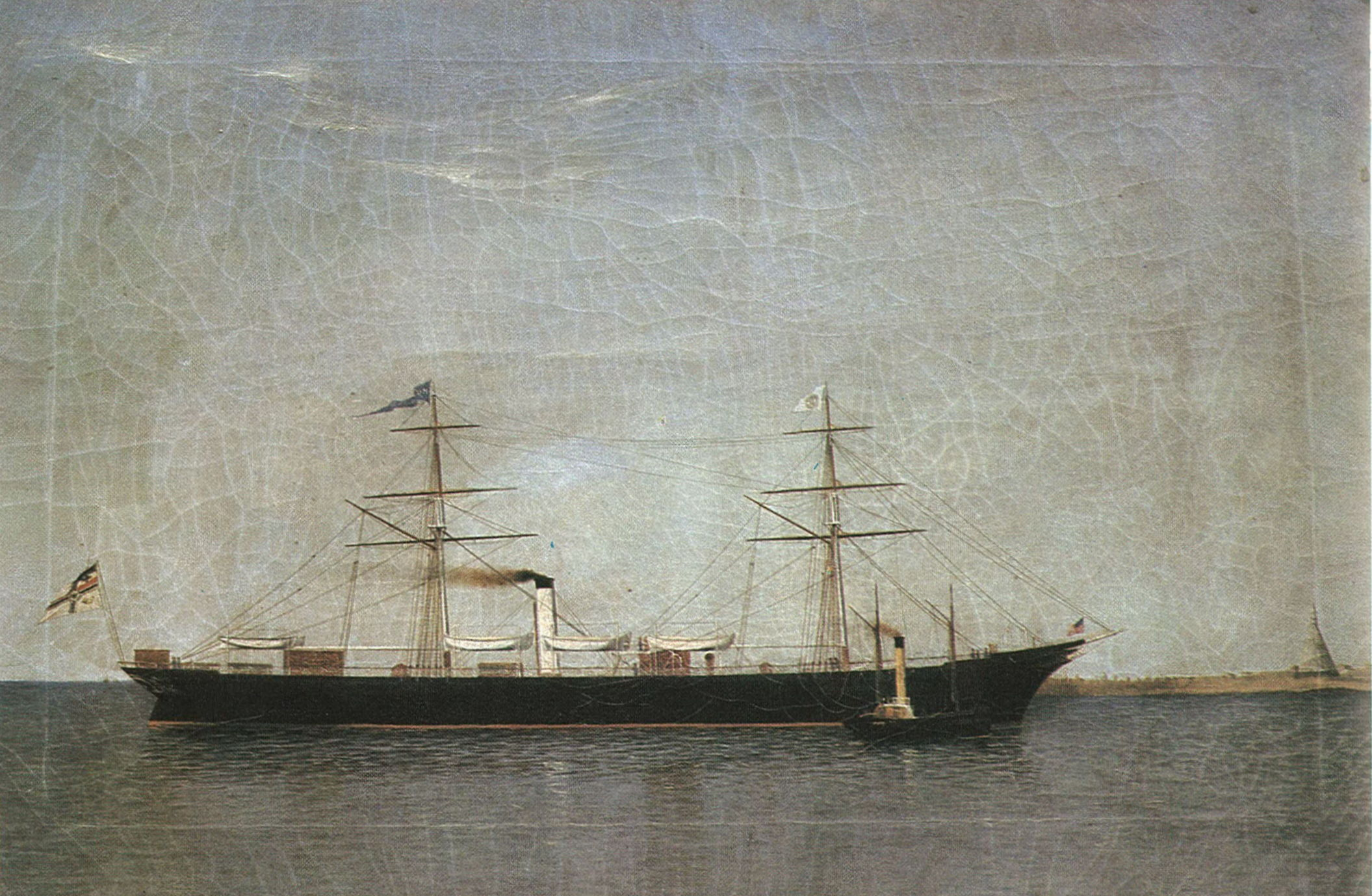
Gemälde mit dem Dampfschiff Humboldt, um 1871 (Heimatmuseum Schloss Schönebeck)

Die erste Fahrt der Humboldt für die Reederei dauerte vom 27. Juni, Abfahrt in Stettin via Kopenhagen und Christianssand, bis zum 16. Juli 1871, als sie in New York mit Fracht und 655 Passagieren ankam. Im Februar 1872 lief die Humboldt erstmals die Häfen London und Le Havre an, über die zunächst die Routen aller Schiffe des Lloyds geführt wurden. Am 9. Juli 1874 brach die Humboldt in Stettin zur letzten Fahrt der Gesellschaft überhaupt auf und erreichte am 3. August New York nach einem Zwischenstopp in Antwerpen. Die Rückfahrt begann am 13. August. Danach hat der Baltische Lloyd seine Schiffspassagen eingestellt. Insgesamt 15 Passagen absolvierte das Schiff für den Lloyd. Es ging 1874 an Raffaele Rubattino.
- Die Franklin

Von Stettin nach New York über Kopenhagen führte ab 8. August 1871 die erste Fahrt des Schwesterschiffs der Humboldt, nachdem sie im Juni 1871 fertig gestellt worden war. Bis 1874 stand sie in den Diensten des Lloyds, bevor sie ebenfalls nach Genua an Raffaele Rubattino verkauft und dann in Batavia umbenannt wurde. Sie ging dann 1881 an die Navigazione generale Italiana.
- Die Thorwaldsen

Das erst im September 1872 beschaffte Schiff ist auf der Rückfahrt von New York nach Stettin am 4. April 1874 an der Südwestküste Schwedens, nahe der Insel Hallands Väderö, auf Grund gelaufen, nachdem es sich 50 Meilen vom offiziellen Kurs entfernt hatte; Menschenleben waren nicht zu beklagen. Die Thorwaldsen wurde dann bei Torekov abgewrackt.
- Die Ernst Moritz Arndt

Das Schiff lief am 27. Februar 1873 von London zu ihrer Jungfernfahrt aus, die über Le Havre nach New York führte. Die Namensgebung stand im Zusammenhang mit der Verehrung des 1860 verstorbenen Arndts durch den mit ihm verschwägerten Heinrich Quistorp, zu dessen Unternehmensgruppe der Baltische Lloyd bei Indienststellung des Schiffs gehörte. Am 16. Oktober 1873 stach die Ernst Moritz Arndt erstmals zu einer Fahrt über Antwerpen in See, wobei gleichzeitig Le Havre gestrichen worden war. Insgesamt befuhr sie die Transatlantikroute 6 Mal, zuletzt ab Stettin am 28. Mai 1874. 1875 wurde sie nach Alicante in Spanien, an López & López, verkauft, wo sie fortan als Habana ihren Dienst tat.
- Die Washington

Nach ihrem Stapellauf im Mai 1873 führte die am 31. Juli 1873 gestartete Jungfernfahrt von Stettin über Le Havre nach New York. Ihre vierte und letzte Fahrt für den Baltischen Lloyd begann am 28. Mai 1874 in Stettin und führte über Kopenhagen und Antwerpen erneut nach New York, bevor sie 1875 ebenfalls an López y Compañía verkauft und in Ciudad Condal umbenannt wurde.
| Die Flotte des Baltischen Lloyds | Die Flotte des Baltischen Lloyds | Die Flotte des Baltischen Lloyds | Die Flotte des Baltischen Lloyds | Die Flotte des Baltischen Lloyds | Die Flotte des Baltischen Lloyds | Die Flotte des Baltischen Lloyds | Die Flotte des Baltischen Lloyds | Die Flotte des Baltischen Lloyds | Die Flotte des Baltischen Lloyds | Die Flotte des Baltischen Lloyds |
| Schiffsname                      | Stapellauf                       | Indienststellung Jungfernfahrt   | Verbleib | L.reg. (in m)                    | Breite (in m)                    | BRT (in t)                       | PS                               | vmax (in kn)                     | Passagiere I./II. / ZwD          | Besatz.                          |
| -------------------------------- | -------------------------------- | -------------------------------- | --- | -------------------------------- | -------------------------------- | -------------------------------- | -------------------------------- | -------------------------------- | -------------------------------- | -------------------------------- |
| Humboldt                         | Apr. 1871                        | Juni 1871 27. Juni 1871          | 1874 Verkauf an Raffaele Rubattino in Genua (nun: Sumatra) 1881 Übergang zur Navigazione generale Italiana (NGI) 1910 Übergang zur Società Nationale del Servizi Marittimi 1913 Übergang zur Società Marittima Italiana (Genua) 1923 Abwrackung | 89,60                            | 9,47                             | 1.801                            | 800                              | 11                               | NN ca. 600                       | 56                               |
| Franklin                         | Juni 1871                        | August 1871 8. August 1871       | 1874 Verkauf an Raffaele Rubattino (nun: Batavia) 1877 Abwrackung nahe der Île Jarre (Marseilles) | 89,60                            | 9,47                             | 1.878                            | 800                              | 11                               | NN ca. 600                       | 66                               |
| Thorwaldsen                      | 9. Mai 1872                      | September 1872 12. Oktober 1872  | 1873 Abwrackung an der Schwedischen Küste nach Strandung | 94,48                            | 11,58                            | 2.600                            | 1.400                            | 12                               | (150) 700                        | 70                               |
| Ernst Moritz Arndt               | 22. Aug. 1872                    | Februar 1873 27. Februar 1873    | 1875 Verkauf an Antonio López y López (nun: Habana) 1900 Abwrackung | 96,61                            | 11,33                            | 2.597                            | 1.400                            | 12                               | (150) 700                        | 70                               |
| Washington                       | Mai 1873                         | Juli 1873 31. Juli 1873          | 1875 Verkauf an Antonio López y López (nun: Ciudad Condal) 1906 Abwrackung in Genua | 93,46                            | 11,63                            | 2.576                            | 1.400                            | 12                               | (150) 700                        | 70                               |

## Charterschiffe
Zusätzlich zu den im Eigentum der Reederei stehenden 5 Schiffen charterte die Reederei offensichtlich gelegentlich weitere Schiffe, um das Passagieraufkommen im Auswandererverkehr befördern zu können. So sind eine Fahrt der SS Bladworth von Christiansand (18. Mai 1872) nach New York (4. Juni 1872) und der SS Jason ebenfalls von Christiansand (13. Juni 1872) nach New York nachgewiesen.

## Sonstiges
Die Hamburgische Börsenhalle berichtete im Oktober 1871 über einen tragischen Zwischenfall auf der Franklin, der großes Aufsehen erregte. Bei der Überfahrt nach New York geriet der Dampfer im November 1871 in schweres Wetter, so dass fast alle Passagiere seekrank wurden. Zusätzlich erkrankten mehrere Kinder an Cholera, wovon einige nach kurzer Zeit verstarben. Von ca. 160 an Cholera erkrankten Passagieren verstarben so 41, darunter 20 Kinder unter zwölf Jahren. Die Franklin, die nach einer 24-tägigen Sturmfahrt gerade noch Halifax zu einem Zwischenstopp erreichen konnte, um seine Bunker aufzufüllen, musste im Zielhafen New York gründlich desinfiziert werden. Zur Ursachenforschung wurde sogar Rudolf Virchow eingeschaltet.
In den 1920er Jahren firmierte eine Niederlassung des Norddeutschen Lloyd ebenfalls unter dem Namen „Baltischer Lloyd“ (lettisch: Baltijas Lloids) in Riga, Kaufstr. 22. Sie war als rechtlich selbständige Aktiengesellschaft strukturiert. Für 1935 ist dann ebenfalls für Riga und zusätzlich Liepāja ein Reisebüro unter diesem Namen nachgewiesen.